# Tűzkerék xT
A Tűzkerék Revival Band 1990. január 1-jén Esztergomban alakult magyar rockegyüttes, mely Radics Béla gitáros zenei hagyatékát ápolja. Alapítói a korábban a Grog és a Stáció zenekarokban is együtt dolgozó, progresszív rock és blues rajongó Tóth testvérek; Tóth Tamás Béla és Tóth József „Citrom”. A főként Radics, Cream és Jimi Hendrix szerzeményeken túl az ezredfordulóra egyre több saját dalt illesztettek repertoárjukba. Ezért, valamint a tagcserék miatt nevüket a 2000-es évek küszöbén Tűzkerék R.B.-ről Tűzkerék xT-re változtatták.
Zenei értékmentésüket támogatja a fiatalon elhunyt Radics Béla volt élettársa Miskolci Ilona, Kisfaludy András filmrendező, Som Lajos basszusgitáros, valamint a korábbi zenésztársak, barátok, illetve a Radics Béla Emléktársaság tagjai. Az együttes rendszeresen közös felvételeket készít és közösen lép színpadra a magyar rocktörténelem legendás alakjaival. Koncertjeiken a hallgatók között feltűnnek Radics tisztelői, rajongói, barátai, zenésztársai is.

## Diszkográfia
- 1990 – A megátkozott ember (LP)
- 1992 – ...jönnek az újak... (MK – demo)
- 1993 – Radics Live (MK)
- 1994 – Bíbor Hold (CD, MK)
- 1997 – Sírig tartsd a pofád! (MK)
- 1999 – 16 tonna (CD, MK)
- 2000 – A megátkozott ember (CD)
- 2000 – Lassú akusztika (MK – demo)[5]
- 2001 – Sirató (Maxi CD)
- 2001 – Éjfélkor megszólal egy blues (CD, MK)
- 2005 – Lövedék (CD)
- 2009 – Maxi CD (Zöld Csillag / Szólíts meg vándor)[6]

## Érdekességek
- A zenekar elnevezésében az R.B. (Revival Band) rövidítés egyben Radics Béla nevének kezdőbetűire is utal.
- A zenekar jelenlegi, Tűzkerék xT elnevezése utal Radics Taurus EX-T 25 75 82 és Tűzkerék nevű együtteseire.